# Jean-Paul Lebeuf
Pour les articles homonymes, voir Lebeuf.
Jean-Paul Lebeuf, né le 30 janvier 1907 à Paris où il est mort le 28 février 1994, est un ethnologue et archéologue français. Il est l'un des pionniers de l'ethnoarchéologie. Admirateur de Marcel Griaule qui fut son initiateur, il fut l'élève de Marcel Mauss et de Paul Rivet à l'Institut d'ethnologie de Paris et s'engagea dans les recherches en Afrique centrale notamment au Cameroun et au Tchad en pays sao, kotoko, fali et mandara , auquel le Guinéen,Nénékhaly Condetto-Camara prendra une part active . C’est avec lui qu’est née l'ethnoarchéologie appliquée et que nous devons ce que nous pouvons appeler « la découverte de la civilisation Sao ». Il a publié plusieurs travaux scientifiques sur les Sao, Kotoko, Fali (dont sa thèse) et Mandara. 

## Œuvres
- 1950 : Jean-Paul Lebeuf et Annie Masson Detourbet (Lebeuf), La civilisation du Tchad, Paris, Payot, 1950, 198 p.[3]

- Prix Georges-Bruel 1951 de l'Académie des sciences d’outre-mer.